# Tony Knowles (Politiker)

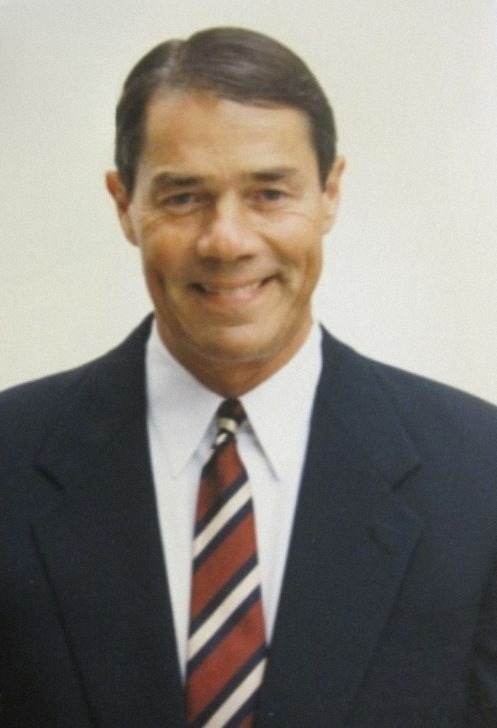
Tony Knowles

Anthony Carroll „Tony“ Knowles (* 1. Januar 1943 in Tulsa, Oklahoma) ist ein US-amerikanischer Politiker der Demokratischen Partei. Er war von 1994 bis 2002 Gouverneur des US-Bundesstaats Alaska.

## Frühe Jahre und politischer Aufstieg
Tony Knowles wurde 1943 in Tulsa geboren. Er trat 1962 in die US Army ein, wo er in der 82. Airborne Division diente. Ferner meldete er sich freiwillig für den Dienst in Vietnam zwischen 1964 und 1965. Nach seiner Militärzeit besuchte er die Yale University, wo er dann 1968 seinen Bachelor in Wirtschaft erwarb. Anschließend zog er nach Alaska, um als Roughneck auf den Cook Inlet and North Slope Ölfeldern zu arbeiten. Ein Jahr später eröffnete er sein erstes Restaurant, Grizzly Burgers. Mit einiger Hilfe von Partnern konnte er auf drei Standorte erweitern und eröffnete dann das Downtown Deli. Er war auch zwischen 1975 und 1979 in der Anchorage Assembly tätig.
Knowles entschloss sich 1981, eine politische Laufbahn einzuschlagen, indem er zum Bürgermeister von Anchorage gewählt wurde, ein Amt, das er bis 1987 innehatte. Als Bürgermeister half er der Privatwirtschaft, hunderte von neuen Jobs zu schaffen und rüstete Anchorage auf die Zukunft, indem er die Stadtsdienste, sowie eine 11 Meilen lange Strecke für Jogger und Crossmaschinen, die später in Tony Knowles Coastal Trail umbenannt wurde, herrichtete. Danach war er zwischen 1988 und 1989 im North Pacific Fisheries Management Council tätig und initiierte Anstrengungen, die Fischausrottung zu stoppen sowie andere Fischressourcen in Alaska zu verbrauchen.

## Gouverneur von Alaska
Tony Knowles wurde 1994 zum Gouverneur von Alaska gewählt. Er hielt das Amt vom 5. Dezember 1994 bis zum 2. Dezember 2002. Da Amtszeiten für den Gouverneursposten in Alaska auf zwei aufeinanderfolgende befristet sind, musste er aus dem Amt ausscheiden. Während seiner Amtszeit initiierte er das „Smart Start“-Programm, welches die Gesundheitsfürsorge von allen Kindern sichert, stärkte die Präventionsprogramme und war kompromisslos bei Kindesmissbrauch (engl. child abuse) sowie bei Vernachlässigung (engl. neglect). Seine Quality Schools Initiative verbesserte Alaskas Schulen durch kombinierte rechtsverbindliche Normen, allumfassende Überprüfungen und der Abhilfe mit der Zunahme der finanziellen Unterstützung für Schulen.

## Weiterer Lebenslauf
2004 verlor er die Wahl zum US-Senator für den Bundesstaat Alaska mit 46 % gegenüber den 49 % der Amtsinhaberin Lisa Murkowski. Da Alaska eine dritte Wahl – mit mindestens vierjähriger Unterbrechung – zum Gouverneursposten erlaubt, bewarb er sich 2006 wieder, verlor die Wahl aber mit 41 % gegen die Republikanerin Sarah Palin, die 48 % erreichte (der Kandidat der Unabhängigen, Andrew Halcro, erzielte 9 %).
Im April 2010 wurde Knowles von US-Innenminister Ken Salazar in das Führungsgremium (Advisory Board) des National Park System berufen.

## Ehrungen
Er wurde 2001 durch den National Congress of American Indians für seine langjährige Unterstützung der Ureinwohner Alaskas geehrt.